# Mosen
Mosen foi uma comuna da Suíça, no Cantão Lucerna, com cerca de 273 habitantes. Estendia-se por uma área de 1,73 km², de densidade populacional de 158 hab/km². Confinava com as seguintes comunas: Aesch, Altwis, Beromünster, Ermensee.
A língua oficial nesta comuna era o Alemão.

## História
Em 1 de janeiro de 2009, passou a formar parte da comuna de Hitzkirch.